# Кампања (Белуно)
Кампања је насеље у Италији у округу Белуно, региону Венето.
Према процени из 2011. у насељу је живело 73 становника. Насеље се налази на надморској висини од 611 м.